# Agenzia pubblicitaria
Un'agenzia pubblicitaria (o agenzia di pubblicità) è un'impresa che effettua le attività di creazione, pianificazione, produzione e posizionamento di campagne pubblicitarie.
Queste agenzie sono specializzate nella comunicazione e offrono ai loro clienti, direttamente o in conto lavoro, i seguenti servizi:
- Marketing digitale;
- Consulenza di marketing;
- Consulenza di comunicazione;
- Creazione e produzione di elementi tecnici per la distribuzione;
- Pianificazione dei media (negoziazione, acquisto e controllo dello spazio pubblicitario);
- Controllo dell'evoluzione della campagna.

Inoltre sul mercato vi sono molte agenzie che offrono ai clienti servizi più specializzati: below the line, direct marketing, marketing interattivo, design della comunicazione, gestione del marchio (branding) e altro ancora.

## Storia
Fino agli anni ottanta del XX secolo l'espressione "agenzia di pubblicità" è stata usata sia per indicare chi creava le campagne pubblicitarie, sia le concessionarie. Questa confusione aveva un motivo storico: quando nacquero, nell'Ottocento, le agenzie di pubblicità erano fondamentalmente delle concessionarie, chiamate régies in francese e agencies in inglese.
Inizialmente questi agenti concessionari erano ditte individuali e generalmente al servizio di singoli editori, ma a metà Ottocento iniziarono a costituirsi in società, che gestivano gli spazi pubblicitari di più editori. Nel 1845 furono fondate in Francia tre agenzie per la vendita di spazi pubblicitari su tutto il territorio nazionale: la Panis, la Havas e la Lafitte. Di queste la Havas divenne la più importante, assorbendo la Lafitte nel 1858. Nello stesso 1858 venne costituita ad Amburgo la Haasenstein & Vogler. Nacquero come venditrici di spazi pubblicitari sui giornali anche le prime agenzie americane, come la J. Walter Thompson e la N. W. Ayer & Son.
Le agenzie di quest'epoca svolgevano l'intera attività di intermediazione fra l'editore e il cliente. Fondamentalmente erano delle concessionarie, tuttavia, se il cliente non aveva già l'annuncio preparato, la concessionaria aveva interesse a fornirglielo lei, pur di non perdere la commessa. Ciò era ancora più vero per i clienti che venivano convinti dall'agenzia ad investire in pubblicità e che chiaramente non avevano nulla di pronto. Perciò le "regie" assunsero giornalisti e scrittori per elaborare i testi degli annunci: così nacquero i primi "uffici creativi".
Il modello dell'agenzia insieme concessionaria e creativa è rimasto normale solo in Francia. Negli altri paesi nel corso della prima metà del Novecento le due attività si sono separate e si sono distinti due soggetti diversi: le agenzie pubblicitarie e le concessionarie di pubblicità.
Nei paesi anglosassoni, in particolare negli Stati Uniti, avvennero ulteriori innovazioni.
Innanzitutto le agenzie non si limitarono a vendere gli spazi pubblicitari di giornali e riviste, ma iniziarono esse stesse a comprare in blocco a prezzo scontato gli spazi e a rivenderli ai clienti a prezzo pieno. Questo dà alle agenzie una posizione di forza nel mercato pubblicitario, oltre che permettere guadagni aggiuntivi.
Dopo la prima guerra mondiale le agenzie pubblicitarie anglosassoni, ormai distinte dalle concessionarie, furono le pioniere in un'altra rivoluzione. Esse introdussero infatti una divisione dei compiti scientifica, creando innanzitutto le figure del copywriter e dell'art director. Poi le imprese clienti inventarono la figura del product manager e specularmente le agenzie quella dell'account executive. Infine le agenzie anglosassoni razionalizzarono l'elaborazione della campagna pubblicitaria, introducendo le ricerche di mercato e le indagini motivazionali. Fra le prime agenzie di questo tipo furono l'americana McCann Erickson e l'inglese Lintas.
Negli ultimi decenni del XX secolo si sono formati quattro gruppi mondiali che hanno concentrato il controllo delle agenzie pubblicitarie:
- WPP con Young & Rubicam, Ogilvy & Mather e J. Walter Thompson;
- Omnicom Group con DDB, BBDO e TBWA;
- Publicis Groupe con Publicis, Leo Burnett e Saatchi & Saatchi;
- Interpublic con McCann Erickson, DraftFCB e MullenLowe.

Fuori da questi gruppi le principali agenzie sono Dentsu, Havas e Hakuhodo.
Oggi un'agenzia pubblicitaria realizza, prevalentemente, pubblicità above the line, cioè per i media classici quali sono la televisione, la radio, la stampa, le affissioni e il cinema.
Il termine above the line si contrappone a below the line, che invece riguarda la vendita diretta, il telemarketing, la promozione tramite internet, la posta (email o corrispondenza cartacea), le pubbliche relazioni e le sponsorizzazioni, che solitamente sono affidate a società specializzate (ad esempio le agenzie di rappresentanza commerciale). La linea di demarcazione quindi, è quella che nel bilancio di un'azienda separa le spese da investire in comunicazione da quelle che servono per la promozione, ovvero favorire e concludere effettivamente le vendite.

## Servizi
In realtà, occorrerebbe parlare di Agenzia di comunicazione in quanto la pubblicità è solo uno dei servizi erogati da queste imprese. Ci possono essere imprese specializzate come agenzie pubblicitarie ed altre come agenzie di comunicazione oppure un'impresa che si occupi di ambo i business.
Ad esempio, tra le altre classiche attività proposte ci sono:
- studio del marchio e/o del nome (branding) per organizzazioni, prodotti, eventi;
- studio dell'immagine istituzionale (colori sociali, carattere, logo, ecc.);
- studio delle forme e dei contenuti degli strumenti di comunicazione.

In pratica, la pubblicità è solo uno dei componenti di un più vasto e articolato piano marketing oggetto di proposta delle agenzie più strutturate.

### L'area digitale
L'avvento di internet ha apportato un cambiamento epocale nel mondo pubblicitario. Le imprese del settore advertising hanno dovuto reinventarsi. Ad esempio, avere competenze nell'ecosistema Google è praticamente obbligatorio.
A prodotti, figure, aree, metodologie si sono affiancati quindi anche i termini "digital", "web, "social", "network" e simili. Ovviamente, molte organizzazioni si occupano unicamente di pubblicità digitale e molte si specializzano in una specifica area dell'e-advertising ad esempio il Social media marketing.

## Nel mondo

### In Italia
Anche in Italia le prime agenzie pubblicitarie furono le "regie": la prima di esse a dotarsi di un "ufficio tecnico" fu la A. Manzoni & C., che nel 1888 curò le prime campagne pubblicitarie a diffusione nazionale, per le acque minerali di Fiuggi e per quelle di Santa Caterina Valfurva. Seguì la filiale italiana della Haasenstein & Vogler. In alternativa gli annunci venivano preparati dagli uffici pubblicitari interni delle aziende, il primo dei quali fu quello della Chinina Migone nel 1883.
In questo periodo i manifesti rappresentavano la forma di pubblicità più artistica e la loro creazione era inizialmente affidata a disegnatori stipendiati dalle litografie artistiche (Chappuis a Bologna, Doyen a Torino, Armanino a Genova, le Officine grafiche Ricordi a Milano). Presso queste case, in particolare presso Ricordi, lavorarono grandi cartellonisti italiani dell'epoca, come Adolf Hohenstein, Leopoldo Metlicovitz e Marcello Dudovich.
All'inizio del Novecento questi disegnatori si misero in proprio e aprirono degli "studi cartellonistici", come si diceva allora. Dopo la Prima Guerra mondiale nacquero anche alcuni studi di consulenza. Negli anni trenta gli "studi cartellonistici" furono gradualmente soppiantati dagli "studi grafici", come quelli di Erberto Carboni e Marcello Nizzoli.
Prima della seconda Guerra mondiale in Italia vi furono solo due tentativi di costituire delle vere agenzie pubblicitarie. Luigi Casoni Dal Monte, che aveva esperienze di lavoro in agenzie pubblicitarie di vari paesi, fondò la ACME nel 1922, sul modello delle agenzie americane: l'esperimento durò fino agli anni del miracolo economico. Nel 1928 l'agenzia statunitense Erwin, Walsey & Co. fondò la filiale italiana per i propri clienti americani, ma la crisi del 1929 la costrinse a chiuderla.
Negli anni trenta il più grande "produttore" di pubblicità in Italia rimaneva l'ufficio tecnico della più grande concessionaria, ovvero l'UPI (come era stata ribattezzata la Haasenstein & Vogler italiana durante la Grande Guerra). Questo ufficio fu chiuso solo nel 1953 in seguito ad un accordo con l'OTIPI che separava definitivamente le concessionarie dalle agenzie pubblicitarie.
Negli anni successivi alla seconda Guerra Mondiale arrivarono in Italia le grandi agenzie anglosassoni, che rivoluzionarono il modo di fare pubblicità, portando la nuova organizzazione "industriale" a servizio completo. Nel 1948 arrivò la Lintas del gruppo Unilever; nel 1951 la J. Walter Thompson, che già curava l'immagine del piano Marshall; nel 1953 stabilirono la filiale italiana l'inglese CPV (Colman, Prentis & Varley) e le americane McCann Erickson e Young & Rubicam. Alcune di esse impiantarono una nuova struttura, altre preferirono comprare un precedente studio pubblicitario italiano: la CPV acquistò lo studio Libanora; la Y&R acquisì la ITAM di Sassoli; la FCB assorbì la Radar di Botter; la Havas rilevò l'ATA di Poniatowski.
Negli anni del miracolo economico rimanevano perciò poche agenzie pubblicitarie italiane, principalmente la Armando Testa.

## Struttura
Ogni agenzia ha una propria particolare organizzazione e delle proprie specifiche figure professionali che spesso variano in relazione sia alla grandezza dell'agenzia stessa, sia all'importanza del committente e dell'utente, e all'entità del denaro da gestire.
Anche se sbrigativamente si parla solo di "prodotto" la pubblicità riguarda (e quindi richiede competenze specifiche): servizi, organizzazioni, persone, enti pubblici, eventi e iniziative, associazioni, questioni politiche o sociali o governative o locali, ecc.
Spesso alcune parti del lavoro vengono svolte da società esterne specializzate in particolari compiti o da consulenti pubblicitari free lance. È possibile tuttavia descrivere la struttura di un'agenzia pubblicitaria, almeno idealmente, nel modo che segue:

### Utente (committente)
L'utente è chi si serve della pubblicità per reclamizzare un prodotto, una marca, un'idea, se stesso. L'utente può essere una persona, un ente pubblico, un'associazione, un'azienda, un partito politico, e così via. L'utente, tramite il suo reparto marketing, e più precisamente tramite un tecnico che si chiama advertising manager, e che si occupa della programmazione e delle prese di decisione relative alla creazione di una campagna pubblicitaria, presenta all'agenzia pubblicitaria un piano di marketing in cui si fornisce una serie di indicazioni sulla pubblicità che si vuole realizzare.
In genere (sempre quando si tratta di organizzazioni) gli utenti di un prodotto pubblicitario sono soggetti diversi dal committente che è il soggetto che stipula il contratto e paga il fornitore.

### Reparto account
L'alter ego dell'advertising manager all'interno dell'agenzia pubblicitaria è rappresentato dall'account executive e che è, appunto, il tramite tra il cliente e l'agenzia, e che col suo reparto account raccoglie seleziona elabora e gestisce flussi di informazione, coordina e controlla i flussi di produzione, tiene sotto controllo qualità e costi.
Il reparto account è strettamente connesso con altri due reparti altrettanto importanti: il reparto planning e il reparto mezzi.

### Reparto planning
All'interno del reparto planning lo strategic planner è chi sviluppa un'analisi situazionale cioè prende in considerazione la condizione dei consumatori, del prodotto, dell'impresa, della marca, del mercato e della concorrenza alla luce degli obiettivi strategici e tattici dell'utente che ha commissionato la campagna pubblicitaria.

### Reparto media
All'interno del reparto media (o reparto mezzi) si trovano invece tre distinti tecnici:
il media researcher è chi si occupa della raccolta, dell'aggiornamento e dell'integrazione di tutti i dati utili relativi al mondo dei media;
il media planner è chi sceglie tra i vari tipi di media e tra le varie testate o emittenti quella più adatta alla pubblicità che si vuol lanciare. Per fare questa scelta si basa sulle caratteristiche dei destinatari della pubblicità, sulle caratteristiche di ciascun medium, sul periodo di tempo entro il quale andrà sviluppata la campagna, sulle caratteristiche strategiche e tattiche della campagna stessa, sull'impiego che fa la concorrenza dei media, e sull'atteggiamento dei commercianti cioè di chi poi alla fine vende i prodotti alla gente. Ma in particolar modo si basa su quanti soldi sono stati messi a disposizione per la campagna;
il media buyer è chi contratta con le concessionarie di pubblicità per l'acquisto dei tempi o degli spazi sui vari media. Quindi prenota quando e quante volte ad esempio uno spot dovrà andare in onda durante una giornata, stipula un contratto relativo a questo, e controlla che tale contratto venga rispettato, portando avanti eventuali contestazioni.
Tutte e tre queste figure contribuiscono alla stesura di un documento molto importante ovvero il piano media che non è altro che il prodotto finale del reparto mezzi e nel quale si elencano i media che sarebbe opportuno coinvolgere nella campagna, la frequenza con la quale dovrebbero uscire le pubblicità, quanto tempo dovrebbe durare la campagna e quanto costerebbe tutta l'operazione. Questo quadro sarà utile all'account executive, assieme alle indicazioni dello strategic planner, per la stesura di un altro documento fondamentale, che è in sostanza una sorta di mappa che permette di orientare tutta la campagna pubblicitaria e che prende il nome di brief.
Il reparto media è in alcuni casi del tutto esterno rispetto all'agenzia pubblicitaria e può dunque risiedere all'interno di un cosiddetto centro media o media agency, ovvero una struttura specializzata nella pianificazione e acquisto dei media. Agenzie di pubblicità e media agency sono spesso associate all'interno di gruppi che hanno al proprio interno più strutture di questo tipo.

### Brief
Il brief è un documento di riferimento per la preparazione della pubblicità. In realtà non esiste una regola su com'è fatto all'atto pratico un brief, anche perché spesso e volentieri ciascuna agenzia ha i propri modelli e tali modelli rappresentano altrettanto frequentemente uno degli elementi che vengono utilizzati per rendersi concorrenziali rispetto alle altre agenzie di fronte al cliente (cioè l'utente). E in ogni caso un brief varia di complessità in relazione alla complessità della campagna pubblicitaria che si intende realizzare e all'entità dello stanziamento previsto. Per avere un'idea però, un brief semplice e chiaro per creare una pubblicità è, ad esempio, un documento che fornisce una risposta alle seguenti domande:
- Qual è il target?[21] (Ovvero: a chi è diretta la pubblicità? )
- Qual è l'offerta? (Ovvero: che cosa si propone al target?)
- Quali sono le prove a sostegno di quanto si sta dicendo? (Ovvero: come si può dimostrare che l'offerta è valida?)
- Qual è l'impressione finale che si vuol lasciare? (Ovvero: qual è il concetto-chiave da comunicare al target?)

Perciò il brief (ovvero un documento sintetico che prende il nome di copy strategy) contiene le coordinate entro le quali dovranno muoversi i creativi per l'ideazione della pubblicità vera e propria.

### Reparti creativi
Nel reparto creativo le due figure chiave sono rappresentate dal copywriter che si occupa dei testi e dall'art director che si occupa delle immagini. Si parla di coppia creativa perché questi due soggetti lavorano sempre insieme: da un lato perché, come si usa dire “due teste pensano meglio di una”, dall'altro perché, effettivamente, ciascuno porta il suo contributo relativo al suo ambito di competenze. C'è da dire comunque che sebbene i due ruoli siano complementari, non sono così definiti e dicotomici perché, spesso, il copywriter contribuisce alla cura degli aspetti estetici così come l'art director contribuisce alla cura dei contenuti (o perlomeno così dovrebbe essere).
Le idee ritenute valide vengono realizzate sotto forma di rough, cioè di schizzo semplice e presumibilmente chiaro di cosa s'intende realizzare, e vengono presentate al direttore creativo, altra figura chiave del reparto creativo. Il compito del direttore creativo è quello di gestire il reparto e orientare la produzione coerentemente con il brief e, se si vuole, con lo stile dell'agenzia. In sostanza egli è responsabile di tutto ciò che esce da questo reparto, in particolare di quell'idea che verrà scelta per essere presentata all'account e allo strategic planner, che poi sono quelli dai quali erano partite le indicazioni.
Se l'idea non va bene viene ridiscussa. Altrimenti si procede: il reparto account prepara una presentazione della pubblicità per il cliente e il reparto creativo inizia a trascrivere “in bella copia” i bozzetti: si parla di impaginazione per le pubblicità stampate, di script per i comunicati radiofonici, di storyboard per gli spot televisivi.
Per quest'ultima serie di operazioni i creativi si servono di altri due reparti che diventeranno poi decisivi al momento della realizzazione della pubblicità definitiva: reparto produzione ed esecutivisti.

### Reparto produzione ed esecutivisti
Il reparto produzione, che coordina la realizzazione materiale delle idee creative, individua i fornitori adatti, controlla costi, tempi, qualità tecnico-esecutive. In particolare TV producer e radio producer si occupano rispettivamente del mondo televisivo e di quello radiofonico selezionando le case di produzione adatte e assistendo tutto il lavoro di realizzazione. L'art buyer invece si occupa del mondo della stampa o più in generale delle immagini.
L'ultimo reparto, ma non per questo meno importante degli altri, è rappresentato da chi realizza all'atto pratico la pubblicità, cioè gli esecutivisti.
Dato che la produzione è spesso affidata a fornitori (imprese specializzate), per conto del committente o pagati dall'agenzia a seconda degli accordi, ci sono persone di questo reparto dedicate all'acquisto e approvvigionamento.

### Copy testing e pubblicità"on air"
Quando tutto è pronto l'idea della pubblicità viene presentata al cliente, che solitamente si riserba un po' di tempo per riflettere e fare le dovute considerazioni. In questo lasso di tempo, ma anche dopo che la campagna è stata lanciata, può ordinare una serie di copy testing per valutare l'efficacia della pubblicità stessa.
I copy testing industriali sono quelle ricerche sull'efficacia della pubblicità ordinate dall'utente e affidate a società specializzate oppure condotte da apposite sezioni delle agenzie pubblicitarie più grandi. Generalmente sono ricerche piuttosto pragmatiche e meno teoretiche di quelle che invece si portano avanti in ambito accademico, dal momento che l'utente di solito ha premura di sapere (quando ha premura di sapere, perché non sempre è così: anche la ricerca costa tempo e denaro) se è il caso o meno di investire una certa cifra su una campagna pubblicitaria.
Se la pubblicità viene rifiutata o accettata solo parzialmente riparte tutto quanto il processo appena descritto fino a quando non si trova una soluzione. Viceversa se la pubblicità viene approvata si innesca la macchina di produzione che realizzerà concretamente la campagna pubblicitaria. Quando una campagna pubblicitaria viene finalmente lanciata si dice che è "on air".

## Centro media
Oltre all'agenzia pubblicitaria esiste il Centro Media (che sono due tipologie di azienda diverse seppur contingue). Un Centro Media (Media planning) è un'impresa che esegue (per conto del committente) tutti i processi connessi alla comunicazione: analisi strategica, pianificazione e budget, scelta dei media o canali e delle tipologie di campagna, programmazione e produzione della campagna (o, spesso, affidamento a terzi-detti service, soggetti specializzati nella realizzazione del messaggio o spot o inserzione), misurazione prestazioni e analisi di efficacia/penetrazione della campagna, consuntivazione, fatturazione e pagamento dei fornitori, disbrigo pratiche burocratiche, gestione di tutti i soggetti coinvolti, concessionarie in primis. Da quando internet è diventato un enorme strumento di raccolta pubblicitaria, tra le attività è da comprendere anche questa vasta area nonché il posizionamento web/social sui motori di ricerca.
In termini più specifici i centri media tradizionalmente sono focalizzati sui mezzi (non sui contenuti o sulle forme) mediante i quali veicolare annunci e messaggi.
In pratica, un centro media è una sorta di agenzia ma molto più strutturata e vasta, tipicamente un gruppo societario spesso a respiro internazionale. Chiaramente è suddivisa per: tipologia committente, servizio richiesto o proposto, mercato, settore dell'inserzionista, tipologia media, segmento utenti. Tipicamente, un piccolo cliente (la piccola e media azienda, per non parlare di micro imprese o privati) si rivolge alle agenzie mentre i grandi soggetti economici privati o gli enti della pubblica amministrazione devono rivolgersi ai centri media, data la complessità e vastità del perimetro. La differenza rilevante tra agenzia e centro media è che la prima è focalizzata sulla costruzione del prodotto pubblicitario (il messaggio detto anche spazio pubblicitario), per la seconda la produzione dello spot/inserzione (o del marchio/logo o della nuova immagine aziendale) è solo una (e neppure la principale) delle tante attività da svolgere. Sostanzialmente, l'area di affari è diversa. Inoltre, un centro media esegue un appalto dal committente, altra differenza rilevante (spesso a gara, anche tra privati) con l'agenzia. Le agenzie sono spesso fornitori dei centri.
Attraverso varie modalità i centri media sono remunerati dal committente (ovviamente) ma ricevono anche commissioni dai concessionari (questi sono pagati dall'editore al netto delle retrocessioni che la concessionaria versa all'editore).